# 毛枝金腺荚蒾
毛枝金腺荚蒾（学名：Viburnum chunii var. piliferum）为忍冬科荚蒾属下的一个变种。